# Amphiprion clarkii

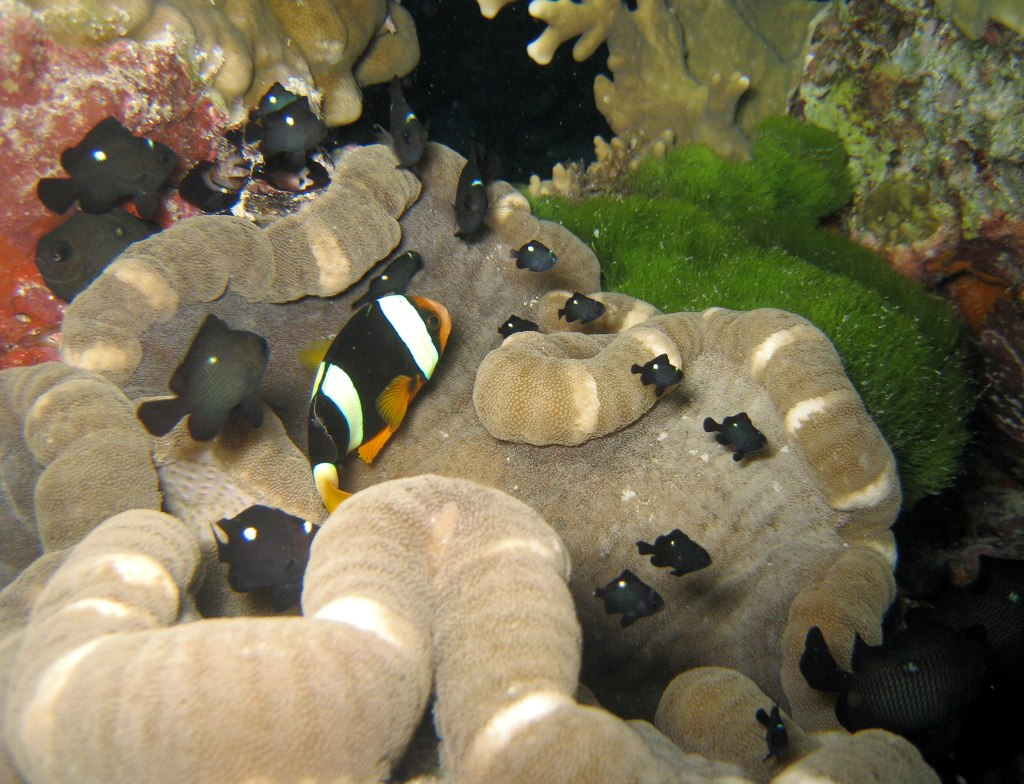
A. clarkii y Dascyllus trimaculatus compartiendo anémona Cryptodendrum adhaesivum

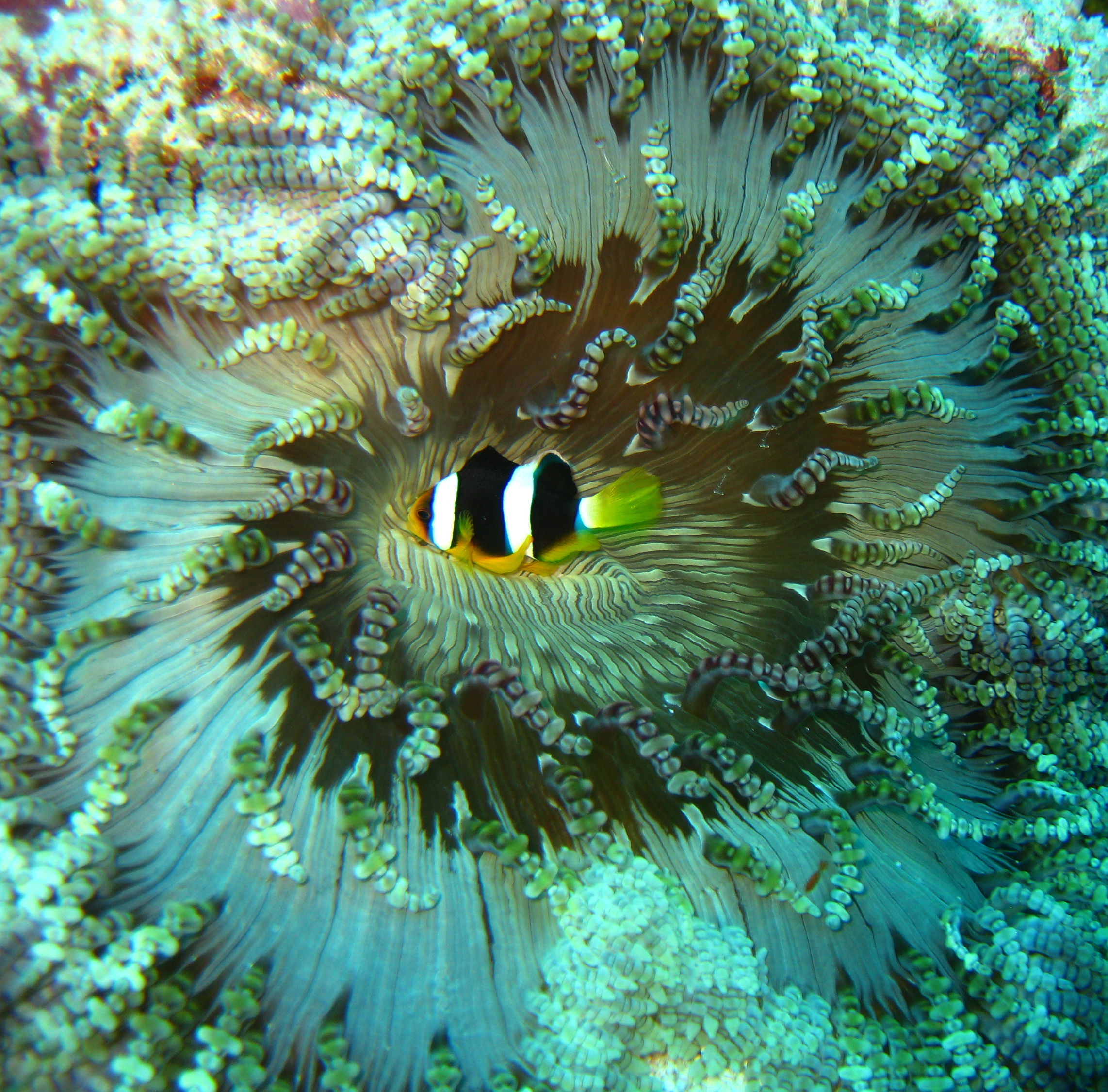
A. clarkii en Heteractis aurora, Maldivas

El pez payaso de cola amarilla (Amphiprion clarkii) es una especie de pez payaso, de la familia de los Pomacéntridos. Suele vivir en simbiosis con anémonas.

## Morfología
Presenta una gran variabilidad de colorido, dependiendo de la localización geográfica, y en otras ocasiones, en función de la anémona hospedante. 
En general, presentan una banda blanca detrás del ojo, otra delante del ano, y otra, menos visible, en la base del pedúnculo caudal. La cola es blanca, a veces con márgenes amarillos, o toda amarillenta, pero siempre más clara que el resto del cuerpo, que es negro, con una cantidad variable de naranja o amarillo en la cabeza, la región ventral y las aletas, pudiendo variar estas últimas al negro. El color del cuerpo también varía entre ejemplares, pudiendo darse tonalidades de amarillo al marrón, en diferentes intensidades. En algunas hembras, la cola se vuelve totalmente blanca cuando maduran.
En raras ocasiones, algunos individuos experimentan una mutación en sus ojos, consistente en que la parte superior del iris se vuelve azul pálido. Siendo estos ejemplares muy cotizados en el mercado de acuariofilia.
Amphiprion clarkii cuenta con 10 espinas y 15-16 radios blandos dorsales, 2 espinas y 13-14 radios blandos anales, y 19-20 radios blandos pectorales.
Las hembras alcanzan los 15 cm de longitud y los machos 10 cm.
Se reporta una longevidad de 11 años.

## Hábitat y comportamiento
Los Amphiprion clarkii suelen encontrarse en lagunas soleadas y laderas exteriores del arrecife, entre el metro y los 60 metros de profundidad.
Habita en los arrecifes coralinos en simbiosis con diversas especies de anémonas: Cryptodendrum adhaesivum, Entacmaea quadricolor, Heteractis aurora, Heteractis crispa, Heteractis magnifica, Heteractis malu, Macrodactyla doreensis, Stichodactyla gigantea, Stichodactyla haddoni, y Stichodactyla mertensii.

## Distribución geográfica
Se distribuyen por el océano Indo-Pacífico, desde Tanzania y el Golfo Pérsico, hasta el Oeste de Australia, Polinesia y Micronesia, y desde Japón hasta las Islas Ryukyu.
Está presente en Australia, isla de Andamán, China, Cocos, Corea del Sur, Filipinas, Fiyi, Guam, India, Indonesia, Japón, Malasia, Maldivas, islas Marianas del Norte, Micronesia, isla Navidad, islas Ogasawara, Omán, Nueva Caledonia, Palaos, Papúa Nueva Guinea, islas Ryukyu, islas Salomón, Singapur, Sri Lanka, Tailandia, Taiwán, Tanzania, Tonga, Vanuatu y Vietnam. Siendo cuestionable su presencia en Mauritius.

## Alimentación
Es omnívoro y se nutre principalmente de zooplancton, pequeños crustáceos y macroalgas.

## Reproducción
Son monógamos y ponen huevos de forma elíptica, demersales y adheridos al sustrato. Los machos se encargan de oxigenarlos hasta que nacen los alevines. Suele vivir en pequeños grupos de machos con una gran hembra dominante y ejemplares juveniles.

## Mantenimiento
Parámetros del agua: Temperatura 25-28 °C; densidad 1022-1024; pH 8,5; calcio 440 y magnesio 1300.
A.clarkii es un pez compatible con acuarios de arrecife, no toca corales ni invertebrados, tan sólo atacará a otros peces si se aproximan a su anémona hospedante o son machos de su misma especie. También puede "adoptar" algún coral de tentáculos largos, como el Sarcophyton o el Heliofungia actiniformis en sustitución de anémonas, reproduciendo el comportamiento de los Amphiprion con estas. De todos modos, no necesita de una anémona para vivir y desarrollarse normalmente.
Come tanto alimento seco como artemia, mysis, cyclops, etc., así como espirulina o alga nori.

## Galería

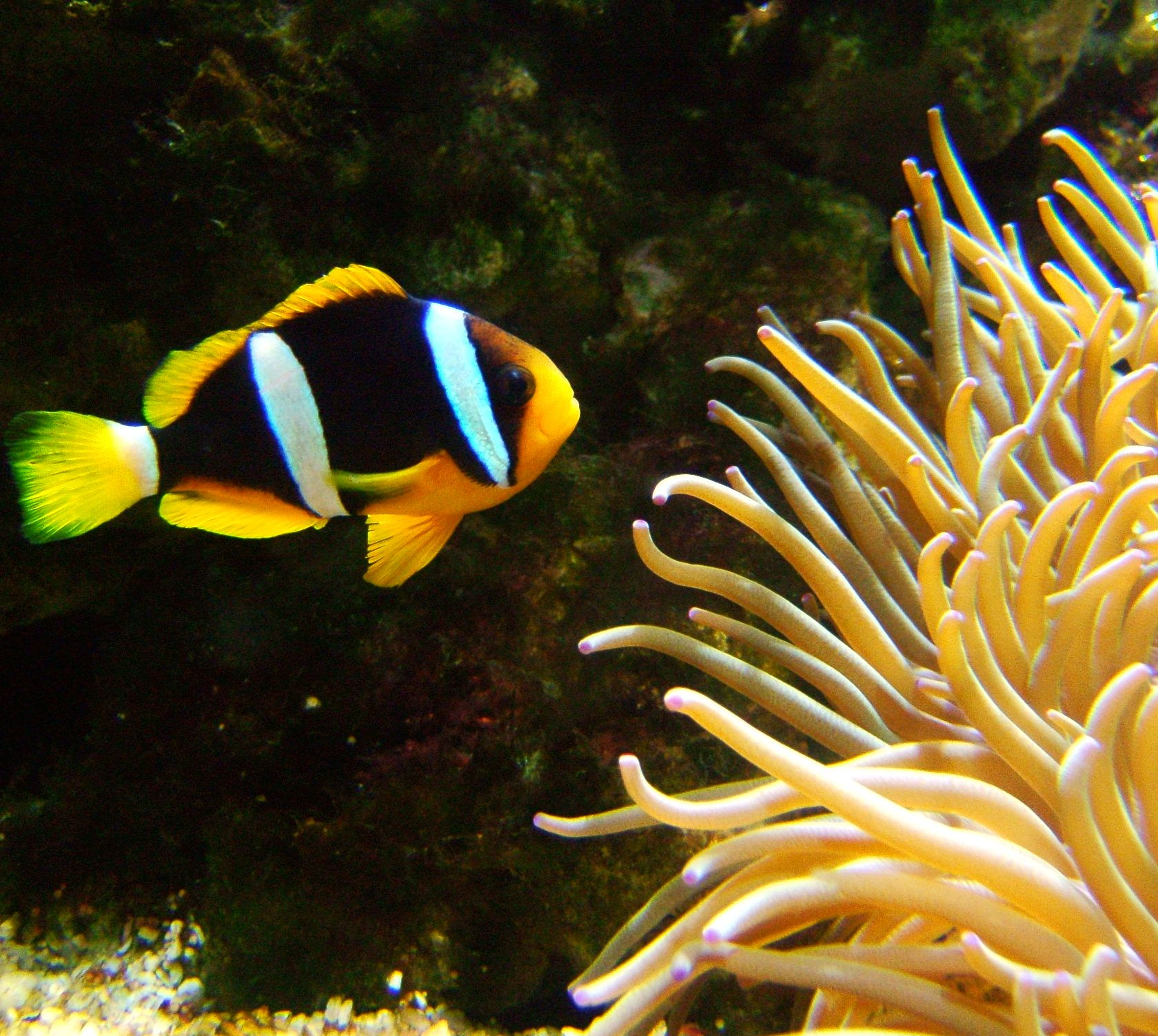
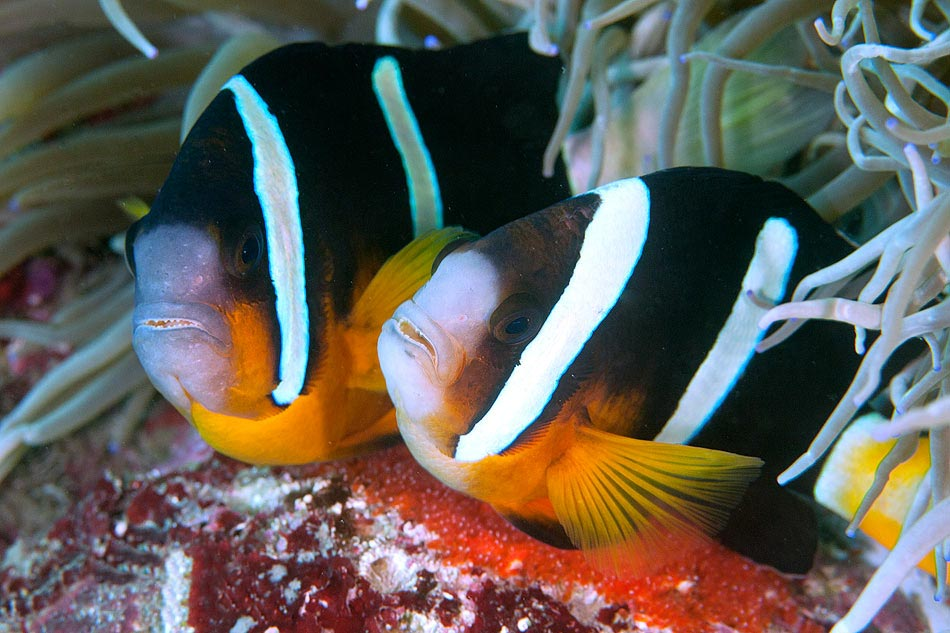
Pareja de A. clarkii cuidando su puesta de huevos en anémona Macrodactyla doreensis.
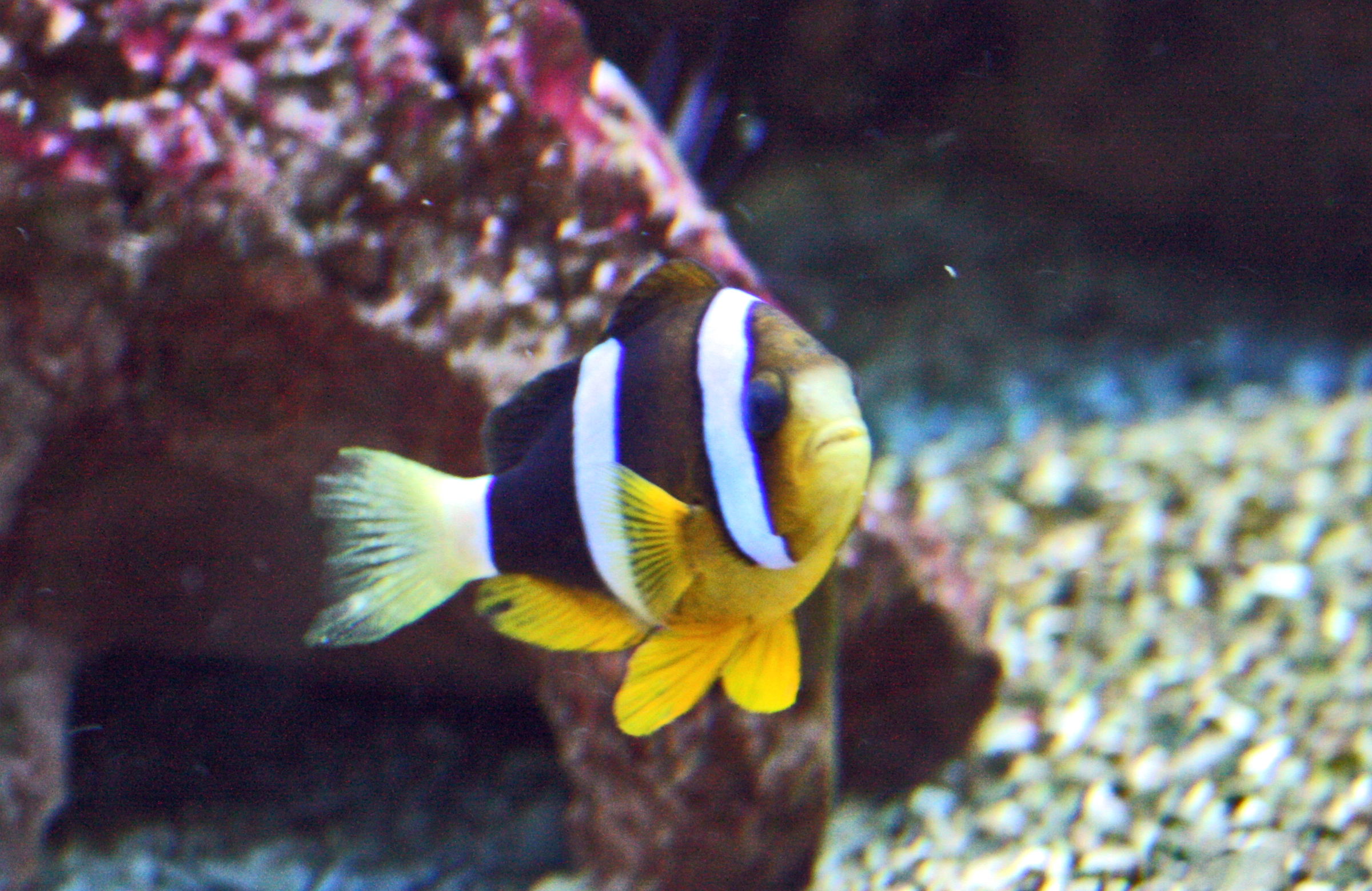
A. clarkii en el acuario marino de Praga, República Checa.
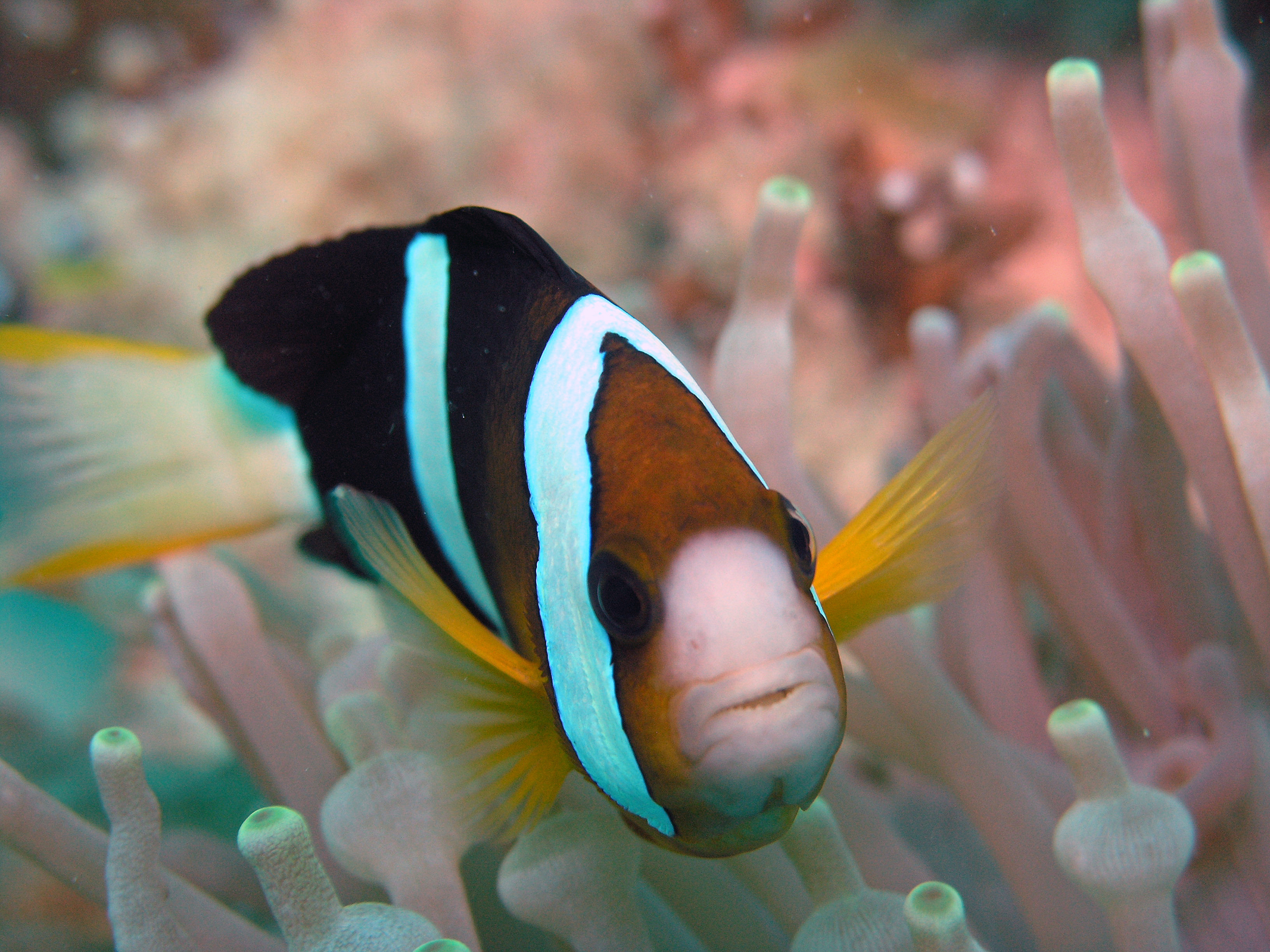
A. clarkii en anémona Entacmaea cuadricolor. Borneo, Malasia.
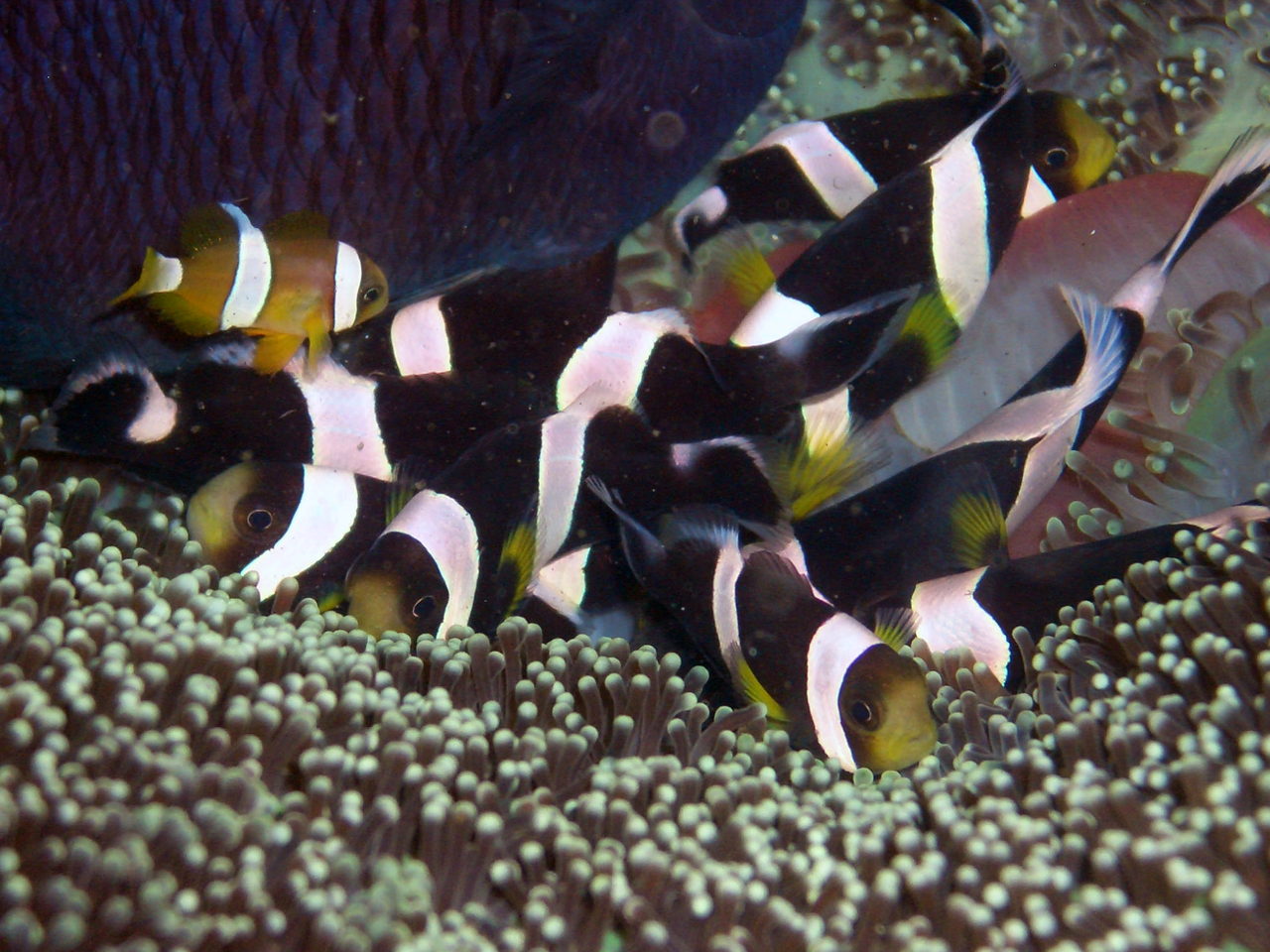
Familia de A. clarkii refugiándose en su anémona al paso de un posible predador
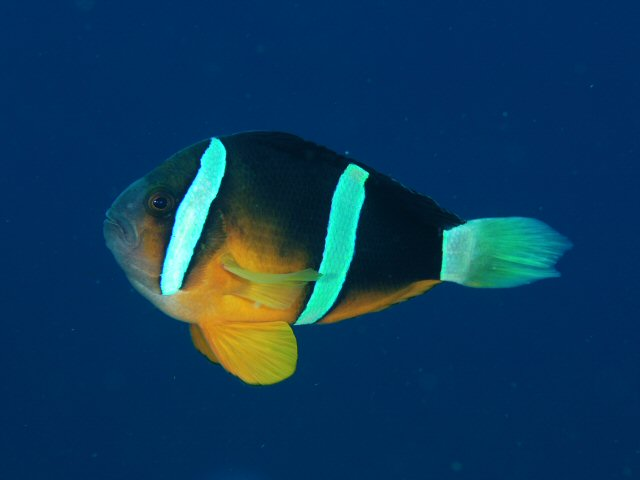
Ejemplar de A. clarkii en Izu, Japón
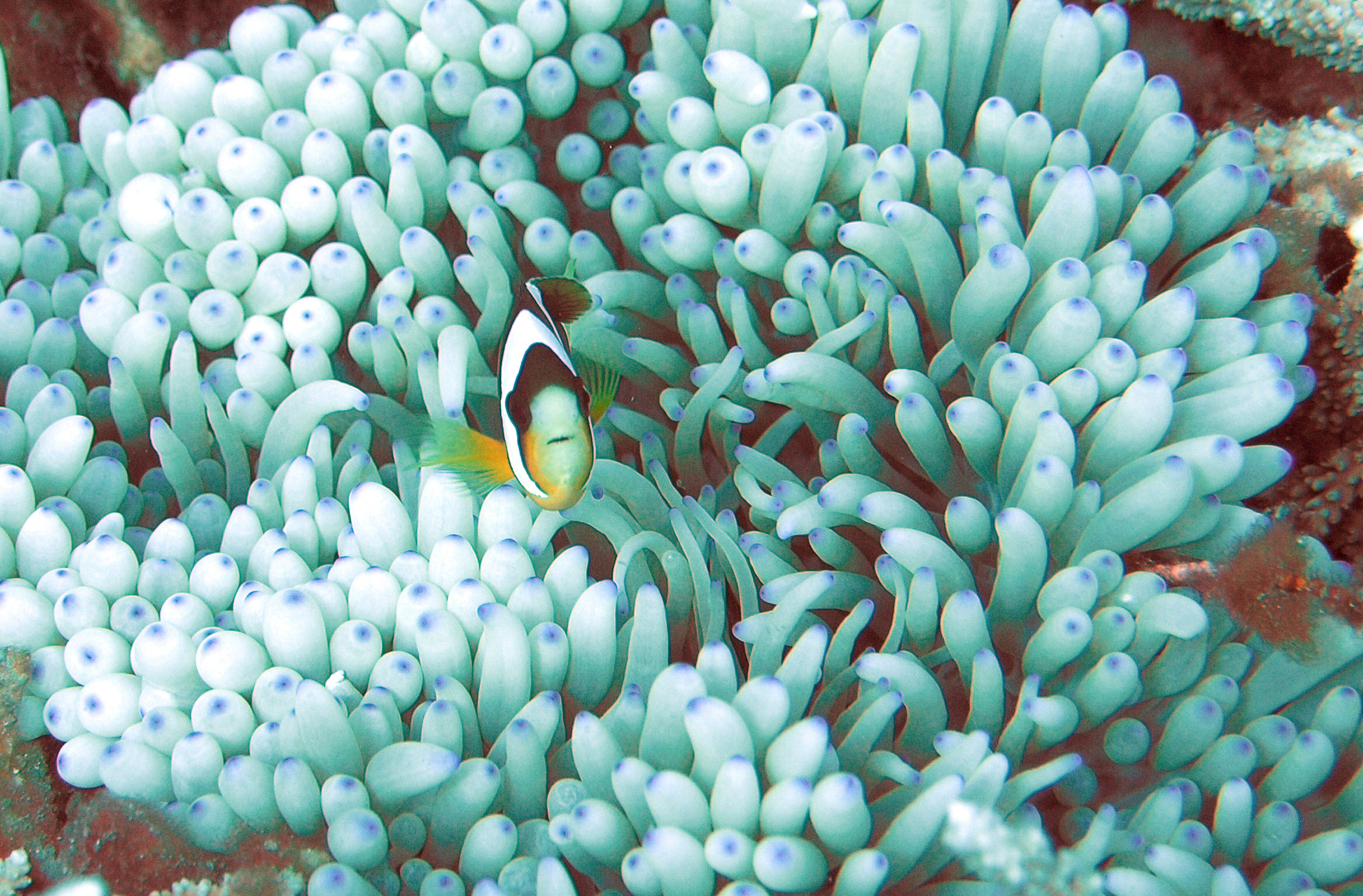
En anémona Heteractis malu
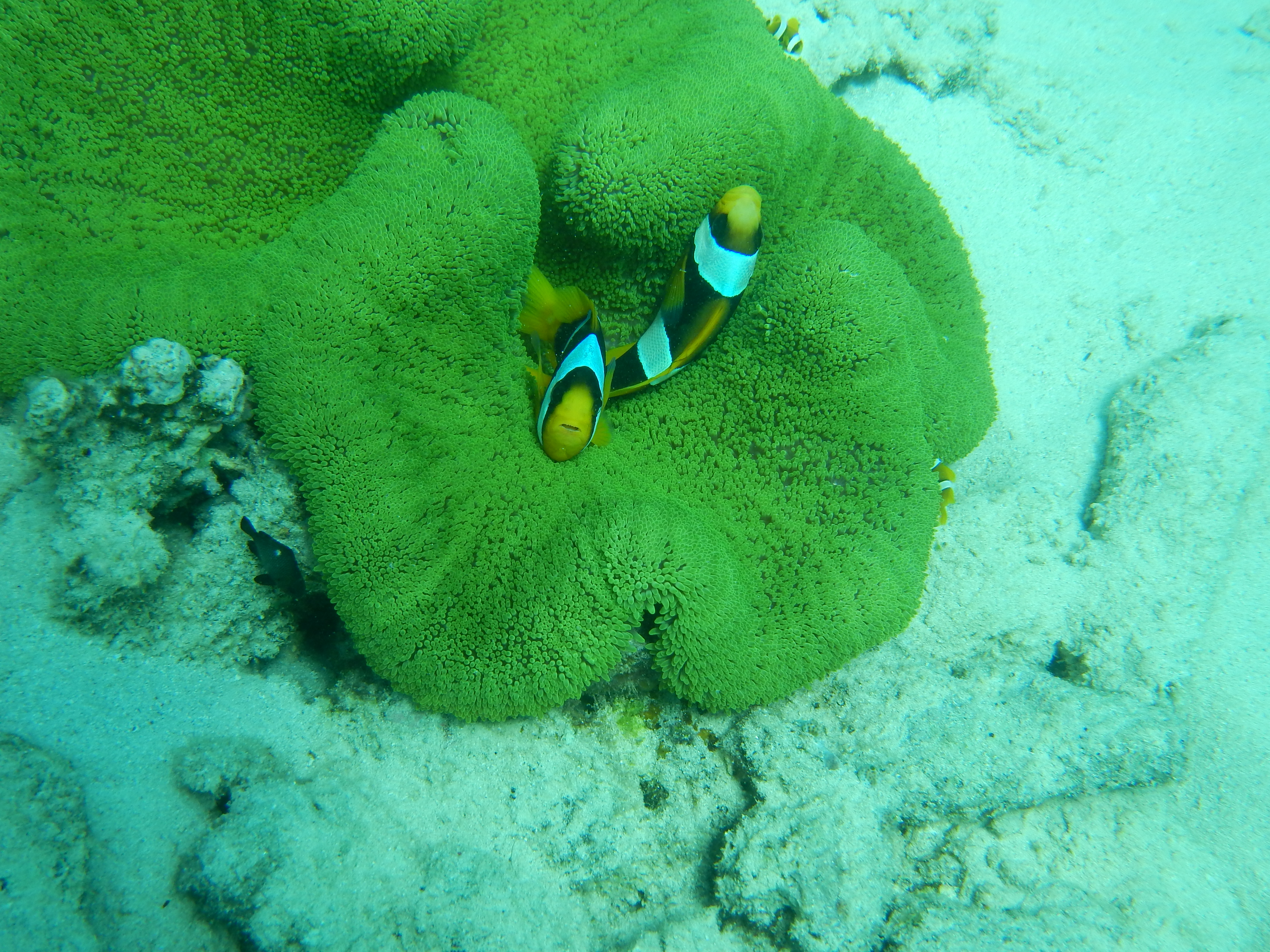
Pareja de A. clarkii en anémona Stichodactyla sp, Mayotte
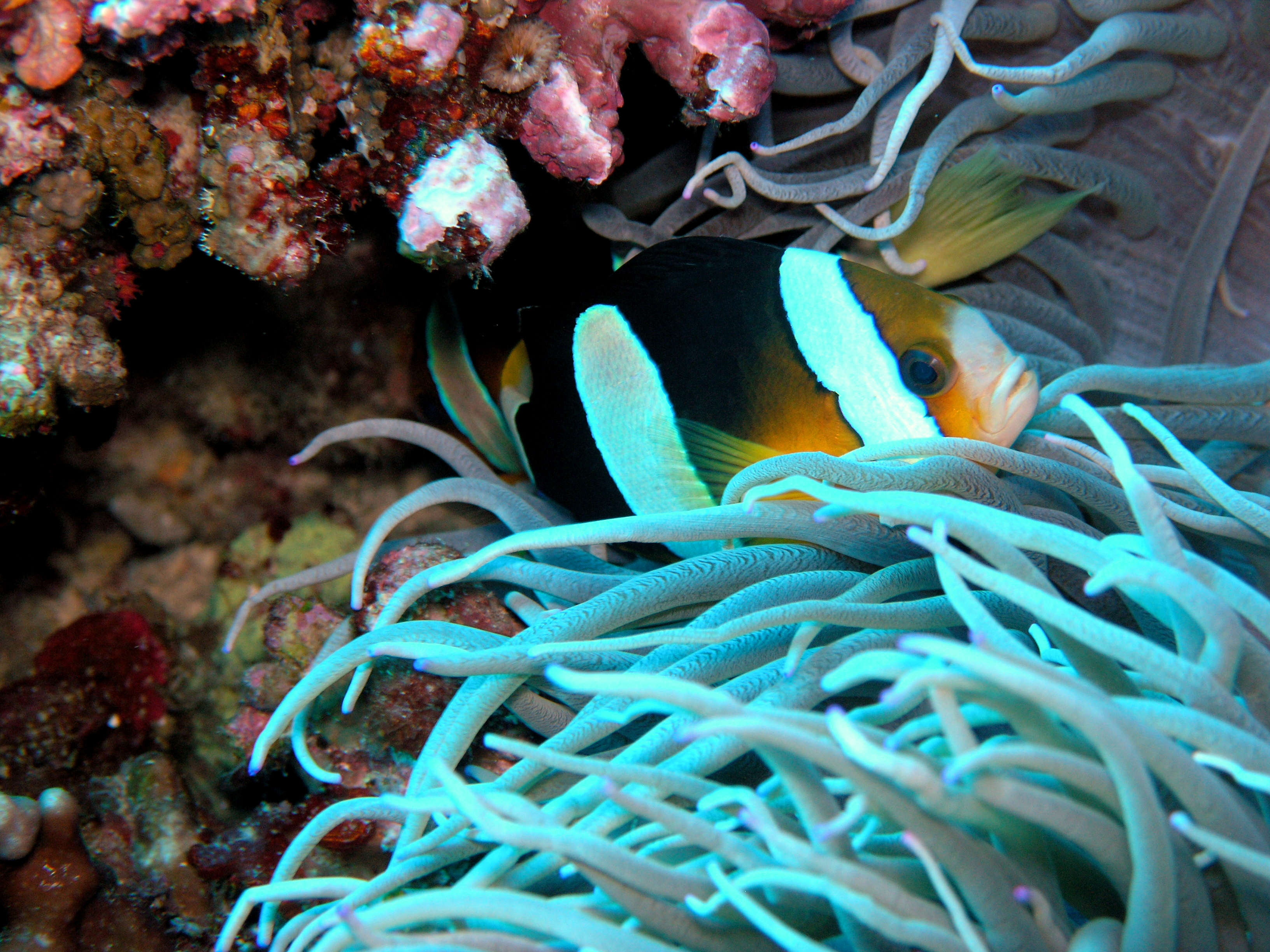
Refugiado en su anémona , Pulau Layang-Layang, en islas Spratly, Sur del Mar de China
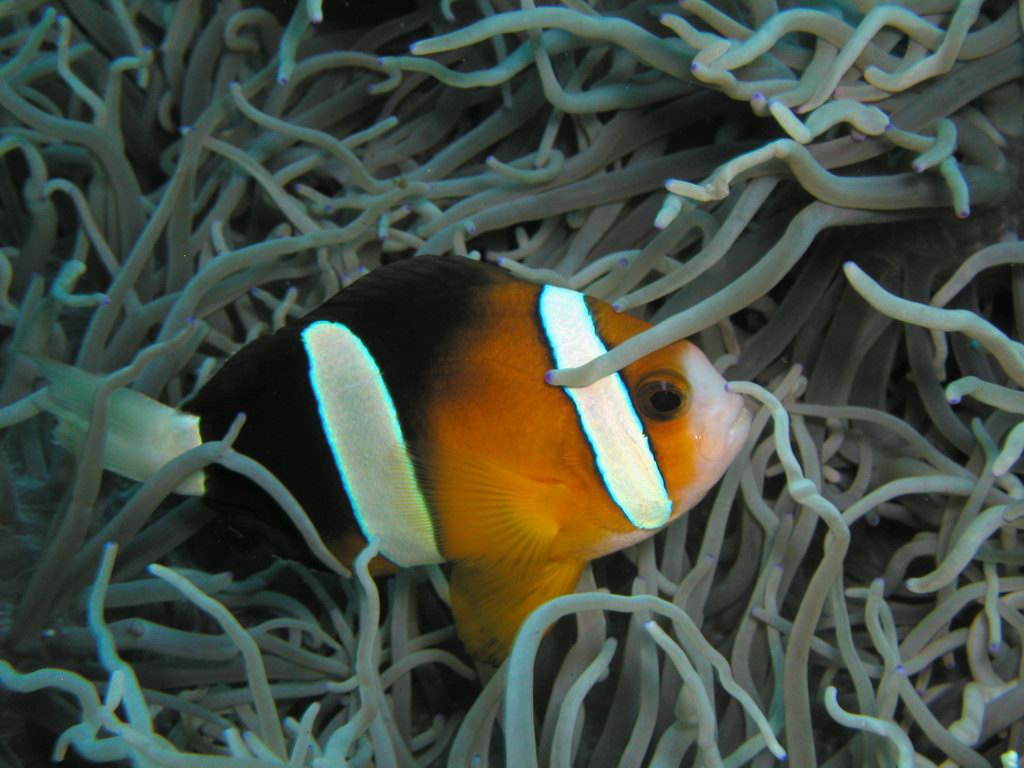
A. clarkii hembra en Heteractis crispa
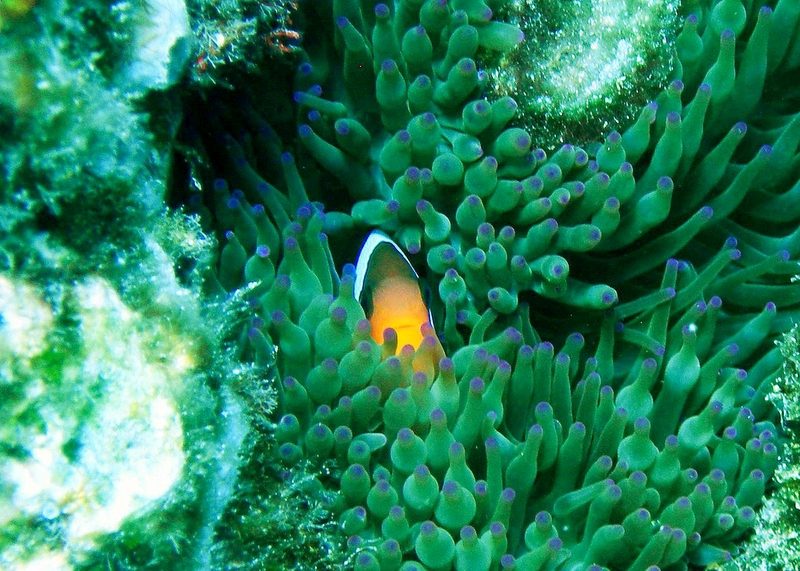
Escondido en Entacmaea quadricolor